# Kronika z Monemvasie
Kronika o založení Monemvasie známá také jako Kronika z Monemvasie je byzantská kronika k období 7. a 8. století popisující situaci na Peloponésu.

## Předmět sporu
Původ a vznik kroniky je nejasný a její obsah podnítil spory mezi historiky. Podporuje totiž teorii německého historika J. P. Fallmerayera o přerušení řeckého osídlení na území Peloponésu. Podle něj bylo helénské obyvatelstvo v období stěhování národů vytlačeno slovanskými etniky, takže moderní Řekové nejsou potomky antických Řeků.
Proti této teorii se postavili řečtí vědci, zejména D. A. Zakythénos a S. P. Kyriakidis, kteří autentičnost a pravdivost kroniky popřeli.

## Obsah
Existují čtyři části této kroniky: první se našla v roce 1749 v Turíně, druhá a třetí v Athosu, na Chalkidiki v roce 1884. Poslední se našla v roce 1910 v Římě. Všechny pocházejí z 16. století, ale jsou to opisy starších textů. Předpokládá se, že kronika vznikla v 10. století.

### První část
První strany popisují období císařů Justiniána a Maurikia, tedy dobu, kdy Avaři prolomili dunajskou hranici limitu a dobyli významná byzantská města na Dunaji, jak Syrmion, Anchialos, Viminakion a Singidunum. Dospělo se k závěru[zdroj?], že autor této části kroniky čerpal poznatky z děl spisovatelů jako Theofanes, Theofylaktos Simokattés, Meandros Protektor či Prokopios.

### Druhá část
Důvěryhodnost druhé kroniky je předmětem sporů, přičemž neexistuje žádný jiný zdroj z té doby, které by toto tvrzení potvrdil, nebo vyvrátil. Popisuje vpád útočníků (Avarů) na Peloponés a jeho důsledky.

#### Pravdivost druhé kroniky
Tato druhá část v podstatě říká, že Slované vyvraždili a vyhnali z Peloponésu většinu Řeků a usadili se zde. Přesněji byly to kmeny Ezeritů a Milingů. Opravdu to pravděpodobně tak bylo. Máme důkazy o masivním příchodu Řeků do řeckých oblastí Itálie. Na základě tohoto spisu německý historik Falmerayer založil hypotézu, že moderní Řekové absolutně nejsou potomci těch starověkých, ale pouze helenizovaní Slované. Proti němu se postavili řečtí vědci, kteří kroniku zpočátku brali jako výmysl 16. století. To se všechno změnilo v roce 1905, kdy se v Drážďanech našla marginálie Kesarského biskupa Aretha, která popisuje dotyčné události skoro stejně přesně. Arethas žil v letech (848–932) a dospělo se k názoru že to byl samotný Arethas, jenž napsal druhou kroniku Monemvasie.
V druhé knize nám vypráví o založení města Monemvasia, kam se uchýlili peloponéští Řekové. Avšak některé pasáže z této kroniky se dají označit za zveličené. V kronice se píše, že Slované osídlili celý Epirus, Thesálii, Euboiu a jižní Řecko, což není pravda, protože Řekové se udrželi v pobřežních oblastech Epiru a Thesálie, dále Řekové zůstali v jižním Řecku a Slované se v Euboii nikdy neusadili. Není pravda ani to, že Slované obsadili celý Peloponés, protože celá východní a jižní část zůstala osídlena Řeky. Toto na některých místech kronika potvrzuje, ale jinde zase říká, že Slované byli všude, což není pravda.
Řečtí historici se však přidržují třetí knihy z Monemvasie, kde se hovoří o porážkách Slovanů, jakož i o jejich přesídlování do Anatolie. To se dá opravdu potvrdit. V této knize, a také v jiných pramenech se píše, že když byli Slované poraženi, byly přesídlováni do Anatolie a z východu sem přišli také noví řečtí osadníci. Toto můžeme s jistotou potvrdit, protože máme zprávy o masivní řecké rekolonizaci Peloponésu, konkrétně sem přišli Řekové z jižní Itálie (mezi nimi i potomci těch, co z Peloponésu odešli), Anatolie a Kypru. Podle těchto důkazů můžeme říci, že Řekové se na Peloponésu stali opět většinovým obyvatelstvem. Slované, kteří zde zůstali byli pořečteni.
Důkazem o kontinuitě Řeků na Peloponésu je i spis císaře Konstantina Porfyrogennetha, který popisuje peloponéské události z 9. století, před porážkou místních Slovanů u Patrasu. Císař píše, že předtím, než Slované zaútočili na Patras, vyloupili vesnice svých sousedů, Řeků, přičemž autor zde použil termín Grekos k označení etnického Řeka. To znamená, že na západním Peloponésu existovalo četné řecké obyvatelstvo.
Ve třetí kronice se dále píše o vybudování míst a zavedení církevní správy, pod správou Patrasu. Mnozí etničtí Řekové přišli do Řecka z oblastí, které Byzanc později ztratila, jako Sicílie, Egypt, či jiné, asijské území. Další pozdně středověké prameny nám dokládají masivní migraci ve 13. století, mezi Řeky z Konstantinopole, Anatolie a Řecka. Můžeme tedy tvrdit, že Řecko se během několika etap opět osídlilo etnickými Řeky, což nám nakonec potvrzuje i nedávná DNA analýza řeckého národa, kterou dělali italští vědci Paolo Menozzi, Luigi Luca Cavalli-Sforza a Alberto Piazza, kde se zjistilo, že slovanské geny má méně než 12 % moderních Řeků a že je zde evidentní výrazné spojení mezi antickými a moderními Řeky.
Tento důkaz zároveň částečně potvrzuje základní fakta z druhé kroniky z Monemvasia a potvrzuje i řeckou rekolonizaci Řecka ve středověku. Slovanská invaze však neznamenala kompletní vyhlazení Řeků, naopak mnohé řecké vesnice existovaly, přičemž pravděpodobně platili Slovanům tribut. Existovaly i smíšené vesnice a několik Řeků se takovýmto způsobem slovanizovalo. Dodnes však na Peloponésu žijí kromě Řeků i potomci Slovanů, kteří se od jižních Řeků odlišují světlými vlasy, často zelenýma očima a světlou barvou pleti. Mnoho vesnic na Peloponésu má slovanské jméno (např. Zigovisti, Zatuna). Kronika nám zároveň říká, jak se někteří Řekové schovali do hor v krajích Tsakonia. Tito Řekové zde žijí dodnes a mluví archaickým jazykem, tsakonskou řečtinou.